# Stephen Bachop
Stephen John Bachop (Christchurch, 2 de abril de 1966) es un ex–jugador samoano de rugby nacido en Nueva Zelanda que se desempeñaba como apertura. Es hermano mayor de Graeme Bachop y padre de Jackson Garden-Bachop, ambos también jugadores de rugby.

## Selección nacional
Fue convocado a Manu Samoa por primera vez en mayo de 1991 para enfrentar a las Ikale Tahi, estuvo ausente del seleccionado desde ese año y hasta septiembre de 1998. Disputó su último partido en octubre de 1999 ante el XV del Cardo. En total jugó 18 partidos y marcó 64 puntos.
Nueva Zelanda
Fue convocado a los All Blacks por primera vez en julio de 1994 para enfrentar a Les Bleus, solo jugaría para los de negro ese año y disputó su último partido en agosto ante los Wallabies. En total jugó cinco partidos y no marcó puntos.

### Participaciones en Copas del Mundo
Disputó dos Copas del Mundo; Inglaterra 1991 donde Manu Samoa llegó a cuartos de final siendo eliminados por el los escoceses y Gales 1999 donde los samoanos no pudieron acceder a la fase final al ser derrotados nuevamente por el XV del Cardo en octavos de final.
| Mundial                       | Sede       | Resultado        | PJ | Tries |
| ----------------------------- | ---------- | ---------------- | -- | ----- |
| Copa Mundial de Rugby de 1991 | Inglaterra | Cuartos de final | 4  | 1     |
| Copa Mundial de Rugby de 1999 | Gales      | Octavos de final | 4  | 2     |

## Palmarés
- Campeón del Pacific Nations Cup de 1991.